# Husky-Pass
Der Husky-Pass ist ein Gebirgspass in den Bowers Mountains des ostantarktischen Viktorialands. Er liegt zwischen der Lanterman Range und dem Molar-Massiv und führt von den Entstehungsgebieten des Sledgers-Gletschers und eines unbenannten Nebengletschers zum Leap Year Glacier. 
Benannt wurde er von Teilnehmern einer von 1963 bis 1964 durchgeführten Kampagne im Rahmen der New Zealand Geological Survey Antarctic Expedition in Erinnerung an die Leistungen der Schlittenhundegespanne bei der Überwindung der Wasserscheide zwischen dem Rennick- und dem Lillie-Gletscher während dieser Forschungsreise.